# Willem Lodewijk van Anhalt-Köthen
Willem Lodewijk van Anhalt-Köthen (Köthen, 3 augustus 1638 - aldaar, 13 april 1665) was van 1650 tot aan zijn dood vorst van Anhalt-Köthen. Hij behoorde tot het huis Ascaniërs.

## Levensloop
Willem Lodewijk was de zoon van vorst Lodewijk I van Anhalt-Köthen en diens tweede echtgenote Sophia van Lippe, dochter van graaf Simon VI van Lippe. In 1650 volgde hij op amper twaalfjarige leeftijd zijn vader op als vorst van Anhalt-Köthen. Wegens zijn minderjarigheid werd hij onder het regentschap geplaatst van zijn oom, vorst August van Anhalt-Plötzkau. Na de dood van August in 1653 werd het regentschap overgenomen door diens zoons Lebrecht en Emanuel. In 1659 werd Willem Lodewijk volwassen verklaard en begon hij zelfstandig te regeren.
Op 25 augustus 1663 huwde hij in Köthen met Elisabeth Charlotte (1647-1723), dochter van vorst Frederik van Anhalt-Harzgerode, een neef van Willem Lodewijk. Het huwelijk bleef kinderloos.
In april 1665 stierf Willem Lodewijk op slechts 26-jarige leeftijd. Omdat hij geen nakomelingen had, stierf de linie Anhalt-Köthen van het huis Ascaniërs uit. Zijn vorstendom werd geërfd door zijn neven en vroegere regenten Lebrecht en Emanuel, die het vorstendom Anhalt-Plötzkau vervolgens afstonden aan vorst Victor I Amadeus van Anhalt-Bernburg. 